# Tibetische Mondhäuser

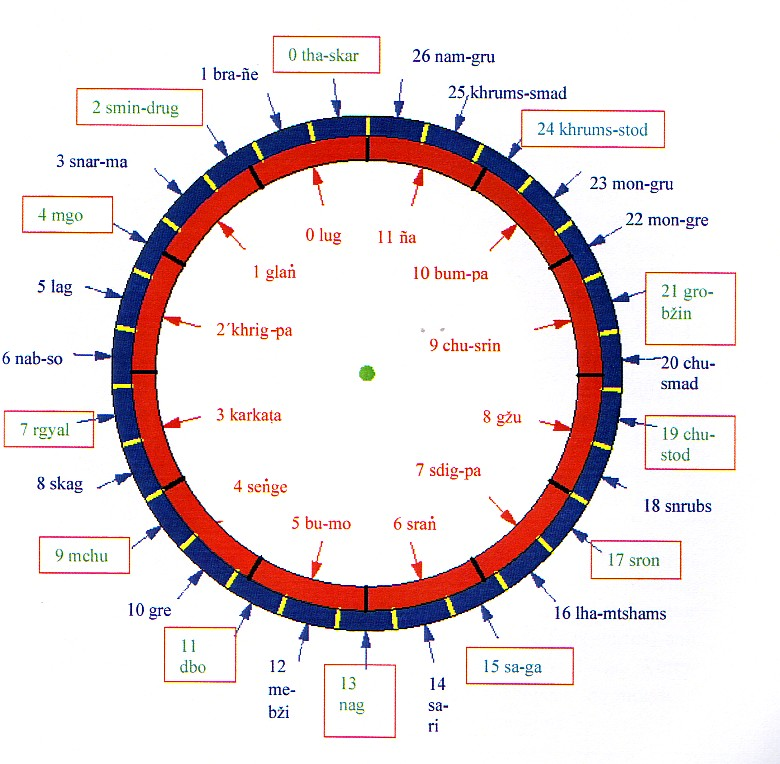
Die tibetische Aufteilung der Ekliptik in 12 Tierkreiszeichen (rot) und 27 Mondhäuser (blau)

Die 27 Tibetischen Mondhäuser (tib.: rgyu skar, „Sterne auf denen man geht“) ergeben sich durch die Aufteilung der Ekliptik in 27 gleich große Teile und bilden somit ein Winkelmaß der Tibetischen Astronomie, das generell zur Berechnung der Längen von Sonne und Mond, der in Tibet bekannten Planeten und des Kometen Encke benutzt wurde. Für astronomische Berechnungen werden diese Mondhäuser mit den Zahlen 0 bis 26 gezählt. Zusätzlich war in Tibet die Aufteilung der Ekliptik in 12 Tierkreiszeichen bekannt.
Diese Aufteilung der Ekliptik in Mondhäuser, die in Tibet seit dem 8. Jahrhundert bekannt war und dort für astronomische Berechnungen seit der Übersetzung des Kālacakratantra im 11. Jahrhundert Verwendung fand, wurde von den Tibetern aus Indien übernommen, wo die Mondhäuser als Nakşatra bezeichnet wurden.
Grundlage der Aufteilung in 27 Teile war die Tatsache, dass der Mond für einen siderischen Umlauf etwas über 27 natürlich Tage benötigt, sich also jeden Tag in einem anderen Mondhaus aufhält.
Die Aufteilung in Mondhäuser ist in Tibet eng verbunden mit der Vorstellung, dass den Mondhäusern bestimmte Sternbilder entsprechen, deren Struktur z. B. in dem 1685 verfassten Vaiḍūrya dkar-po des Regenten Desi Sanggye Gyatsho beschrieben worden ist.
Des Weiteren wurden die Mondhäuser in Tibet, wie übrigens auch die Planeten, mit bestimmten Göttern identifiziert.
Zusätzlich war den Tibetern die Aufteilung der Ekliptik in 28 Mondhäuser bekannt, die zwar in der  rechnenden Astronomie der Tibeter keine Rolle spielte, die aber insbesondere in den Sinotibetischen Divinationskalkulationen  (tib.: nag rtsis) Verwendung fand. Letztere ordneten den Mondhäusern für divinatorische Berechnungen bestimmte Elemente und Himmelsrichtungen zu, eine Verfahrensweise, die von den Tibetern aus China übernommen wurde. Als 28. Mondhaus wurde hier das auch in Indien bekannte Mondhaus byi ha zhin  bzw. byi bzhin (Sanskrit: Abhijit) zwischen den Mondhäusern gro bzhin und mon gre eingefügt.

## Liste der Tibetischen Mondhäuser
| Zählung | Tibetische Bezeichnung | Gottheit (Alle Abbildungen nach Vaiḍūrya dkar-po) | Sternbild (Beschreibung) nach Vaiḍūrya dkar-po                                                              | Element der nag-rtsis | Himmelsrichtung der nag-rtsis |
| ------- | ---------------------- | ------------------------------------------------- | --- | --------------------- | ----------------------------- |
| 0       | tha skar               |                                                   | Besteht aus drei Hauptsternen mit der Gestalt eines Pferdekopfes und Pferdehalses (tib.: rta mgo mgul)      | Wasser                | Norden                        |
| 1       | bra nye                |                                                   | Besteht aus drei Hauptsternen, die die Gestalt des Geschlechtsteils einer Frau (tib.: mo mtshan) haben.     | Erde                  | Nord-Westen                   |
| 2       | smin drug              |                                                   | Besteht aus sechs Hauptsternen, die die Gestalt eines Rasiermessers (tib.: spu gri) haben.                  | Holz                  | Osten                         |
| 3       | snar ma                |                                                   | Besteht aus fünf Hauptsternen, die die Gestalt eines Wagens (tib.: shing rta) haben.                        | Holz                  | Osten                         |
| 4       | mgo                    |                                                   | Besteht aus drei Hauptsternen, die die Gestalt des Kopfes eines Rehs (tib.: ri dvags mgo) haben.            | Holz                  | Osten                         |
| 5       | lag                    |                                                   | Besteht aus einem Hauptstern, der die Gestalt eines runden Punktes (tib.: thig le) hat.                     | Holz                  | Osten                         |
| 6       | nabs so                |                                                   | Besteht aus zwei Hauptsternen, die die Gestalt des Fußes eines Throns haben (tib.: khri rkang) haben.       | Holz                  | Osten                         |
| 7       | rgyal                  |                                                   | Besteht aus drei Hauptsternen, die die Gestalt eines Tropfens haben (tib.: ril ba) haben.                   | Holz                  | Osten                         |
| 8       | skag                   |                                                   | Besteht aus sechs Hauptsternen, die die Gestalt eines aufgeblähten Schlangenhalses (tib.: gdengs ka) haben. | Erde                  | Südosten                      |
| 9       | mchu                   |                                                   | Besteht aus sechs Hauptsternen, die die Gestalt eines Flusses (tib.: chu bo) haben.                         | Feuer                 | Süden                         |
| 10      | gre                    |                                                   | Besteht aus zwei Hauptsternen, die die Gestalt eines Menschenbeines (tib.: mi rkang) haben.                 | Feuer                 | Süden                         |
| 11      | dbo                    |                                                   | Besteht aus zwei Hauptsternen, die die Gestalt eines Thrones (tib.: khri) haben.                            | Feuer                 | Süden                         |
| 12      | me bzhi                |                                                   | Besteht aus fünf Hauptsternen, die die Gestalt einer Hand (tib.: lag) haben.                                | Feuer                 | Süden                         |
| 13      | nag                    |                                                   | Besteht aus einem Hauptstern, der die Gestalt Lotusfrucht (tib.: pad snying) hat.                           | Feuer                 | Süden                         |
| 14      | sa ri                  |                                                   | Besteht aus einem Hauptstern, der die Gestalt eines Edelsteins (tib.: nor bu) hat.                          | Feuer                 | Süden                         |
| 15      | sa ga                  |                                                   | Besteht aus vier Hauptsternen, die die Gestalt eines Ziegenkopfs (tib.: ra mgo) haben.                      | Erde                  | Süd-Westen                    |
| 16      | lha mtshams            |                                                   | Besteht aus vier Hauptsternen, die die Gestalt eines Stiers (tib.: glang po) haben.                         | Eisen                 | Westen                        |
| 17      | snron                  |                                                   | Besteht aus drei Hauptsternen, die die Gestalt einer Leiter (tib.: them skas) haben.                        | Eisen                 | Westen                        |
| 18      | snrubs                 |                                                   | Besteht aus neun Hauptsternen, die die Gestalt eines Skorpion (tib.: sdig pa) haben.                        | Eisen                 | Westen                        |
| 19      | chu stod               |                                                   | Besteht aus vier Hauptsternen, die die Gestalt eines Stupa (tib.: mchod rten) haben.                        | Eisen                 | Westen                        |
| 20      | chu smad               |                                                   | Besteht aus vier Hauptsternen, die die Gestalt eines Bre-Messgeräts (tib.: bre) haben.                      | Eisen                 | Westen                        |
| 21      | gro bzhin              |                                                   | Besteht aus drei Hauptsternen, die die Gestalt eines Bre-Messgeräts (tib.: bre) haben.                      | Eisen                 | Westen                        |
| [21a]   | byi bzhin              |                                                   | Besteht aus drei Hauptsternen, die die Gestalt eines Rinderkopfes (tib.: glang mgo) haben.                  | Erde                  | Nord-Westen                   |
| 22      | mon gre                |                                                   | Besteht aus vier Hauptsternen, die die Gestalt eines Vogels (tib.: bya) haben.                              | Wasser                | Norden                        |
| 23      | mon gru                |                                                   | Besteht aus zwei Hauptsternen, die die Gestalt eines Blumenstraußes (tib.: me tog phung) haben.             | Wasser                | Norden                        |
| 24      | khrums stod            |                                                   | Besteht aus zwei Hauptsternen, die die Gestalt eines Wagens (tib.: shing rta) haben.                        | Wasser                | Norden                        |
| 25      | khrums smad            |                                                   | Besteht aus zwei Hauptsternen, die die Gestalt eines Ohrs (tib.: rna ba) haben.                             | Wasser                | Norden                        |
| 26      | nam gru                |                                                   | Besteht aus zweiunddreißig Hauptsternen, die die Gestalt eines Bootes (tib.: gru) haben.                    | Wasser                | Norden                        |